# 乳白毒蛾
乳白毒蛾（学名：Euproctis simplex）为裳蛾科黃毒蛾屬下的一个种。其种加词“simplex ”意为“简单、单一的”。